# Chic Nelson
Chic Nelson (15. februar 1892 – 1. maj 1970), født Christian Christiansen, var en dansk professionel bokser, der i sin samtid opnåede stor popularitet og anerkendelse. Chic Nelson boksede i mellemvægt, letsværvægt og sværvægt.

## Karriere
Chic Nelson debuterede som professionel bokser den 17. august 1913 i Circus Bech-Olsen i København mod den danske sværvægter Johan Ekeroth, der ligeledes gjorde sin professionelle debut. Nelson blev stoppet i 8. omgang, men opnåede uafgjort i returkampen et par måneder senere. Chic Nelson drog herefter til USA, hvor han i årene frem til 1917 boksede en række kampe. Det er ikke ganske klart, hvor mange kampe han opnåede i USA, tallene svinger fra 6 og op til ”et halvt hundrede”. Han vendte tilbage til Danmark i 1917, hvor han atter mødte Ekeroth for igen at blive stoppet i 8. omgang. Chic Nelson fik dog revanche i 1920, og den 24. juni 1921 blev arrangeret en kamp mellem Chic Nelson og Ekeroth om det danske mesterskab i sværvægt. Kampen blev bokset i Idrætshuset i København, og Nelson vandt titlen efter 15 omgange. 
I sin næste kamp den 5. august 1921 boksede Nelson mod nordmanden Johnny Espen om det skandinaviske sværvægtsmesterskab. Nelson stoppede nordmanden i 2. omgang, og vandt den efterfølgende returkamp kun tre uger senere, da han igen stoppede nordmanden, denne gang i 3. omgang. Chic Nelson boksede herefter en lang række kampe, hvoraf langt de fleste blev vundet. Chic Nelsons mange sejre havde gjort ham til et populær bokser, og da landsmanden Dick Nelson’s karriere blev indstillet i 1921, var Chic Nelson det absolut største navn i danske professionel boksning. 
I årene 1921-1923 boksede Chic Nelson 21 kampe, hvoraf kun 2 blev tabt. Udover sejrene i kampene om det danske og skandinaviske sværvægtsmesterskab besejrede Nelson Emil Andreasen, den hollandske mester i letsværvægt Willem Westbroeck (2 gange), den tidligere franske og europæiske mester i mellemvægt Ercole de Balzac og Svend Helgesen. 
Den 5. april 1924 mødte Chic Nelson englænderen Ted ”Kid” Lewis i en kamp i Hamborg. Lewis var tidligere verdensmester i weltervægt og havde bokset om verdensmesterskabet i mellemvægt og letsværvægt. Lewis havde tillige vundet europamesterskabet i welter- og mellemvægt og havde bokset om europamesterskabet i sværvægt mod Georges Carpentier, ligesom han var tidligere imperiemester i mellemvægt. Udover disse mange titler havde Ted ”Kid” Lewis erfaring fra 268 professionelle kampe. Chic Nelson boksede en stor kamp og opnåede uafgjort mod Lewis, der senere på året vandt det europæiske, britiske og imperiale mesterskab i weltervægt.
Efter kampen mod Lewis mødte Chic Nelson europamesteren i letsværvægt, schweizeren Louis Clement to gange, men uden at titlen var på spil. Chic Nelson vandt begge kampe på point, den seneste den 10. april 1925, og Nelson blev således den første dansker, der besejrede en europamester. Om Louis Clement bør dog nævnes, at han i den periode boksede 16 ikke-titelkampe inden sit første titelforsvar, og at han kun vandt de to af disse 16 kampe. Chic Nelson fik aldrig en officiel titelkamp. 
Chic Nelson fortsatte karrieren i Danmark og vandt den 10. juni 1924 det skandinaviske mesterskab i mellemvægt mod landsmanden Frithjof Hansen. Nelson forsvarede titlen i Stockholm mod svenskeren Martin Tancred, men i returmatchen i Göteborg den 29. april 1925 blev Nelson stoppet i 1. omgang. I en tredje match senere samme år i Stockholm genvandt Nelson titlen. 
I sidste halvdel af 1920'erne tabte Chic Nelson de fleste af sine kampe, herunder et opgør om det danske mesterskab i mellemvægt til Cordt Andersen. Han boksede sin sidste kamp den 2. september 1928 mod svenskeren Erik Johansson, der stoppede Nelson i 2. omgang. Der foreligger oplysninger om, at Nelson skulle have forsøgt et comeback i 1934 mod Georg Brustad, men da Brustad ifølge andre kilder døde i 1932, må oplysningerne anses for ganske usikre. 

## Andre aktiviteter
Chic Nelson medvirkede i 1926 i Fy & Bi-filmen Dødsbokseren instrueret af Lau Lauritzen senior, hvor han spillede bokser.

## Eksterne links
- Professionel rekordliste på BoxRec (engelsk)
- Interview i Det Danske Bokseregister af René Villadsen